# Dicata odhneri
Dicata odhneri (Schmekel, 1967) è un mollusco nudibranchio della famiglia Facelinidae. È l'unica specie nota del genere Dicata.

## Distribuzione e habitat
Specie molto rara, è stata identificata nella riserva marina di Lough Hyne (Cork) e nell'area di Napoli nel mar Mediterraneo. Altri rari avvistamenti in Portogallo.